# 燕子花图屏风

燕子花图屏风

燕子花图屏风（日语：燕子花図屏風）是由日本画家尾形光琳制作的六曲屏風，尺寸786厘米x168.5厘米，屏風描繪了燕子花的型態，藏于根津美術館，为日本國寶。
2004年11月起發行的新版日元五千元紙鈔背面印有尾形光琳所繪燕子花图屏风。